# نایت رایدر
نایت رایدر (هلندی: ridder) شرکت انتشارات آمریکایی است، که در سال ۱۹۷۴ توسط جان نایت و هرمن رایدر تأسیس شد.